# Текем
Текем — бог древнеегипетской мифологии. В Египетской книге мёртвых, глава XCIX (Глава о получении ладьи в загробном царстве; из папируса Ну, Британский музей) Текем упоминается как «Великий Бог». «Я знаю Великого Бога, пред ноздрями которого вы кладёте небесную пищу, и имя его — Текем…». Далее идёт пассаж о движении этого бога. Обычно боги повторяют движение солнца и двигаются от восточного горизонта к западному. В данном случае речь идёт о движении в загробном мире, царстве Дуат, так как текст продолжается такими словами: «…и когда он отправляется в путь от западного горизонта к восточному, да станет его путешествие моим путешествием и его продвижение вперёд моим продвижением».